# オーストラリアヘラサギ
オーストラリアヘラサギ（オーストラリア篦鷺、Platalea regia）は、ペリカン目 トキ科ヘラサギ属に分類される鳥類の1種である。英名は Royal Spoonbill だが、Black-billed Spoonbill の名でも知られる。

## 分類
鳥類学者として名高いジョン・グールド (John Gould) は1838年、最初にオーストラリアヘラサギを記載し、Platalea regia と命名して、ヘラサギ (P. leucorodia) との類似性を指摘した。2010年の Chesser らによるヘラサギ属におけるミトコンドリア DNA についての研究では、オーストラリアヘラサギとクロツラヘラサギは互いに最も近縁な種であることが分かった。

## 分布
オーストラリア、ニュージーランド、インドネシア、パプアニューギニア、ソロモン諸島において、干潟や淡水の浅瀬および塩水の湿地に生息する。またニューカレドニアでは迷鳥として記録されている。

## 形態

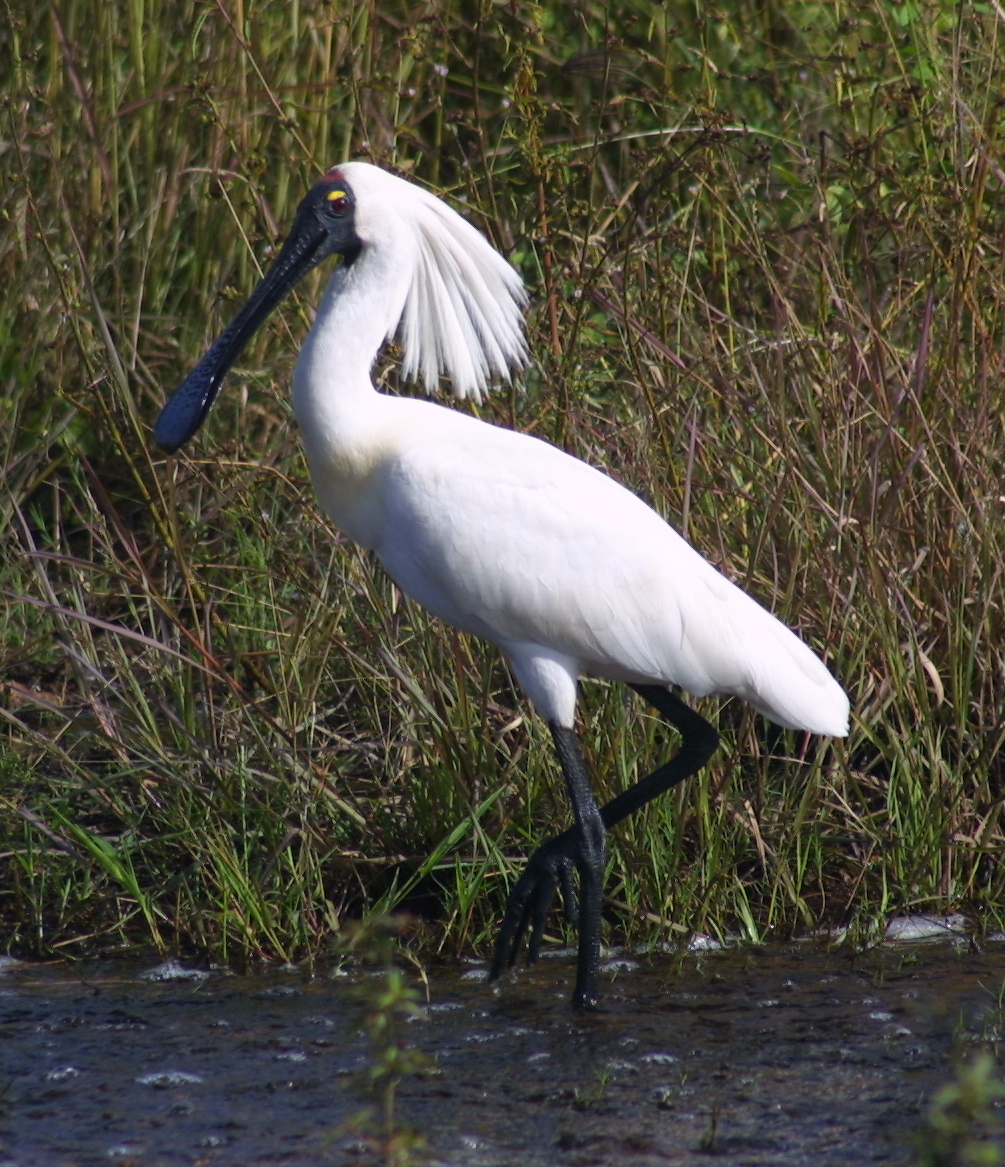
繁殖羽

オーストラリアヘラサギは、大形の白い鳥類で、へら状のくちばしは黒い。全長約77cm (74-81cm) 、体重約1.7kg (1.4-2.07kg)。渉禽類であり、水辺を歩くために長い脚を持つ。魚類、貝類、カニおよび両生類を採餌し、くちばしを横方向に動かすことにより、餌を捕食する。
オーストラリアヘラサギのくちばしの先は平らで幅が広く、鉗子のような動作をするキバシヘラサギの幅の狭いくちばしよりも、むしろトングのような役割を果たす。
繁殖期には、長くて白い飾り羽が頭部の後側に生じ、顔には彩色のある斑が現れ、黒い額に小さな赤色斑が見られるとともに目の上には黄色の斑が生じる。また胸は淡い黄褐色を帯びる。

## 生態

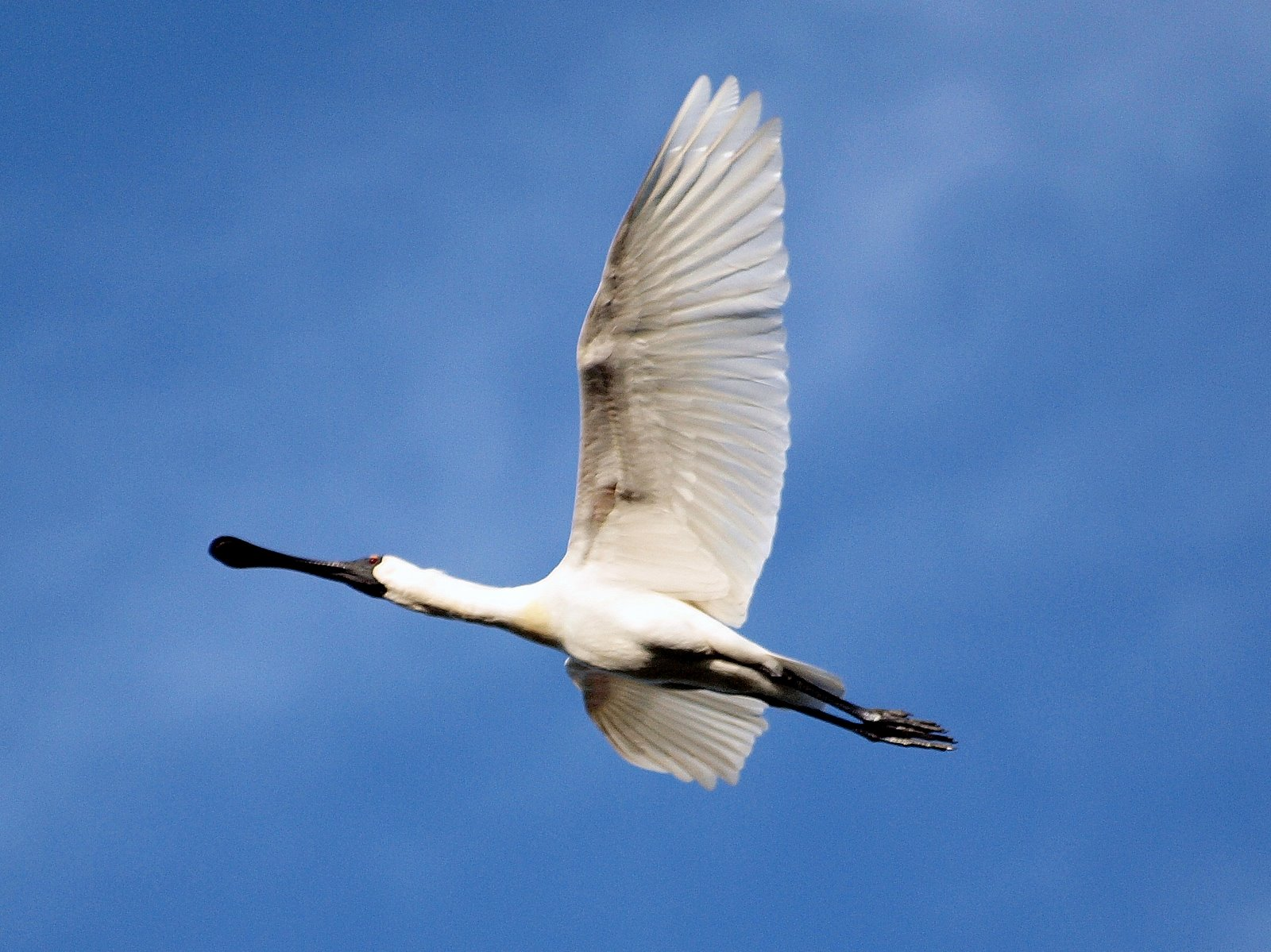
飛翔 （キャンベラ）

オーストラリアヘラサギは湿地に生息し、くちばしを左右に掃くように振って、甲殻類、魚類および小さな昆虫を採餌する。
飛翔時においては常に頭部を伸ばしている。

### 食性
オーストラリアヘラサギは肉食性であり、浅水域でくちばしを振り動かして小動物を捕え、一度見つけた獲物を飲み込む。ゆっくり振り動かす場合は、くちばしを水面に直角（すなわち垂直）にしてゆっくりと歩き、くちばしの先を約2-4cm開いて、目の前におよそ100度の円弧を描いて掃き動かす。ゆっくり歩いて、水域の底から残骸や小動物を蹴り上げ、それをくちばしで察知して捕える。餌を探知すると、狭い水域を集中的に掃き動く行動に変わる。オーストラリアヘラサギはまた水面下の植物を探って直接採餌するとともに、例えば地上のクモなどを餌として捕える。また浅水域を歩いている間ずっとくちばしを引き擦っているのが観察されている。
コーアル湖 (Lake Cowal) で記録された捕食物としては淡水の甲殻類、例えばヤビー (Cherax destructor) 、テナガエビ属やヌマエビ科のエビ、昆虫、特にマツモムシ科やミズムシ科の水生昆虫、魚類、例えばカダヤシ (Gambusia affinis) やキンギョ (Carassius auratus) 、oocasionally freshwater snail 、植物質材、例えばウマゴヤシ (Medicago polymorpha) などが含まれる。

### 繁殖
巣は木の枝の開いた基台で、雌は2-3個の卵を産む。雛は21日後に孵化する。繁殖期には騒ぎに対し非常に敏感である。オーストラリアの集団繁殖地全体において、小さな混乱の後、親鳥が卵を放棄することが知られている。

## 保全状況評価
広い分布域全体にわたり広範囲に生息し、オーストラリアヘラサギは絶滅のおそれのある種のIUCNレッドリストにおいて軽度懸念 (Least Concern, LC) に評価されている。

## 画像

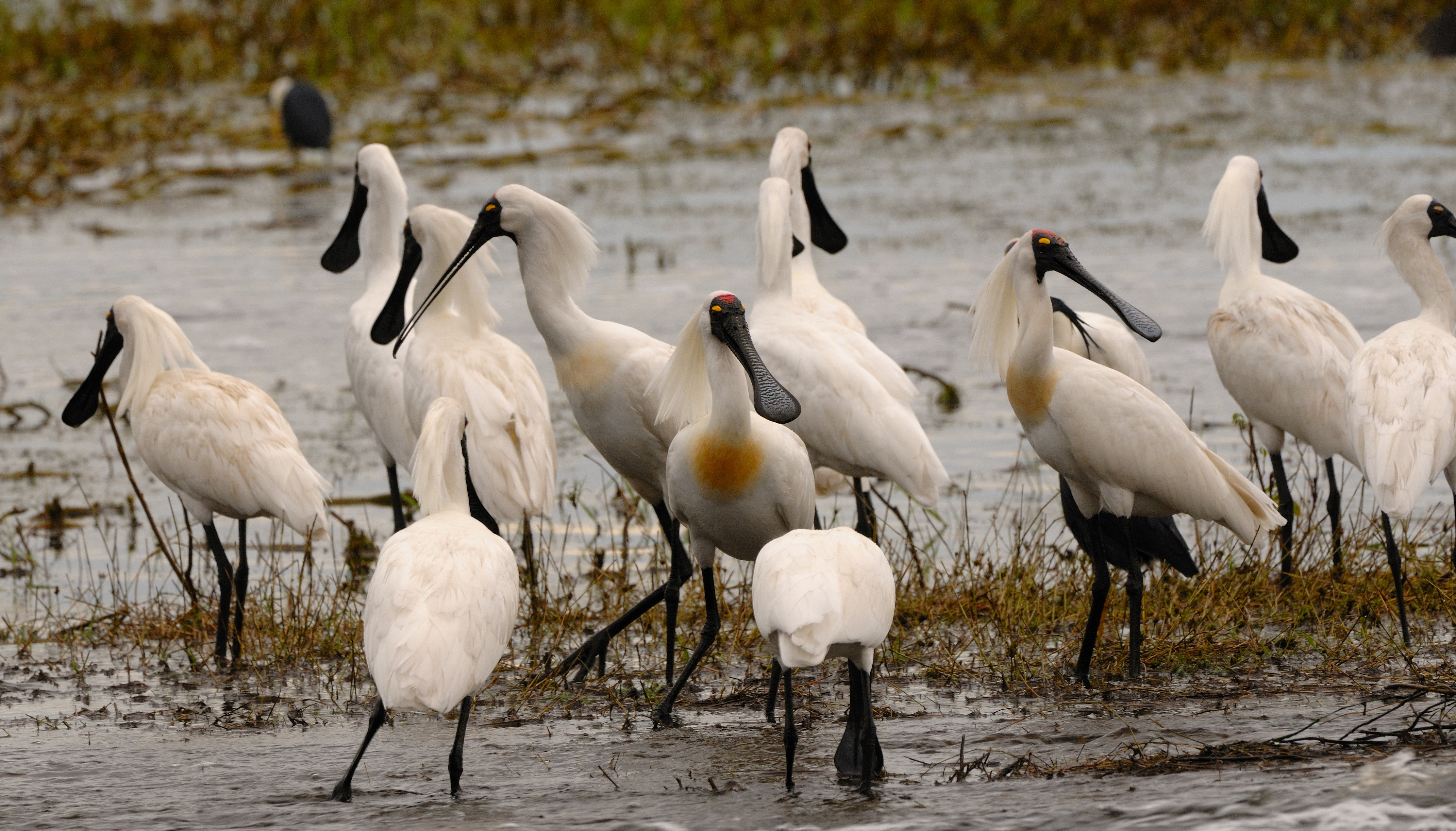
ノーザンテリトリー、フォッグ・ダム (Fogg Dam)
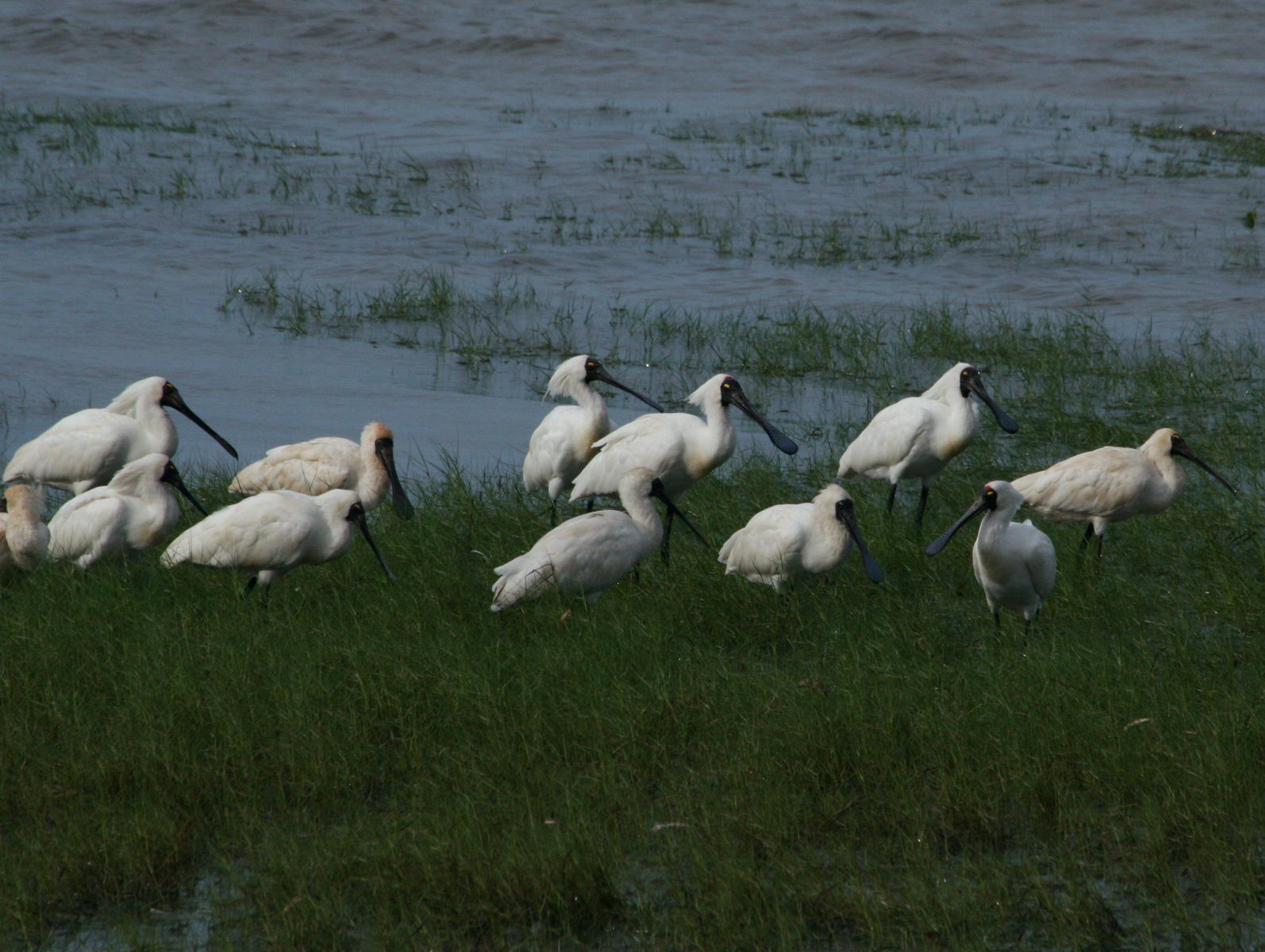
ケアンズ
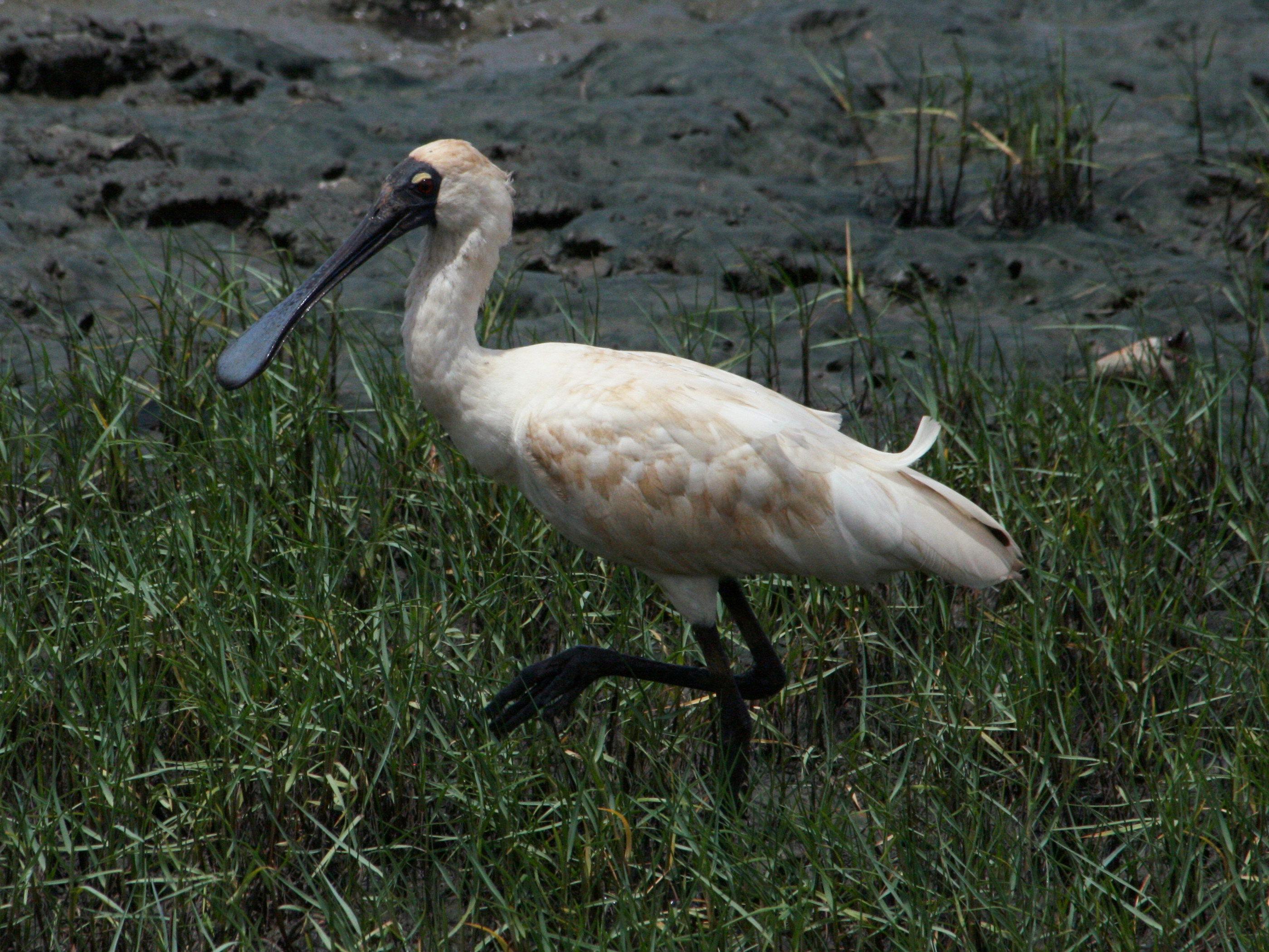
ケアンズ
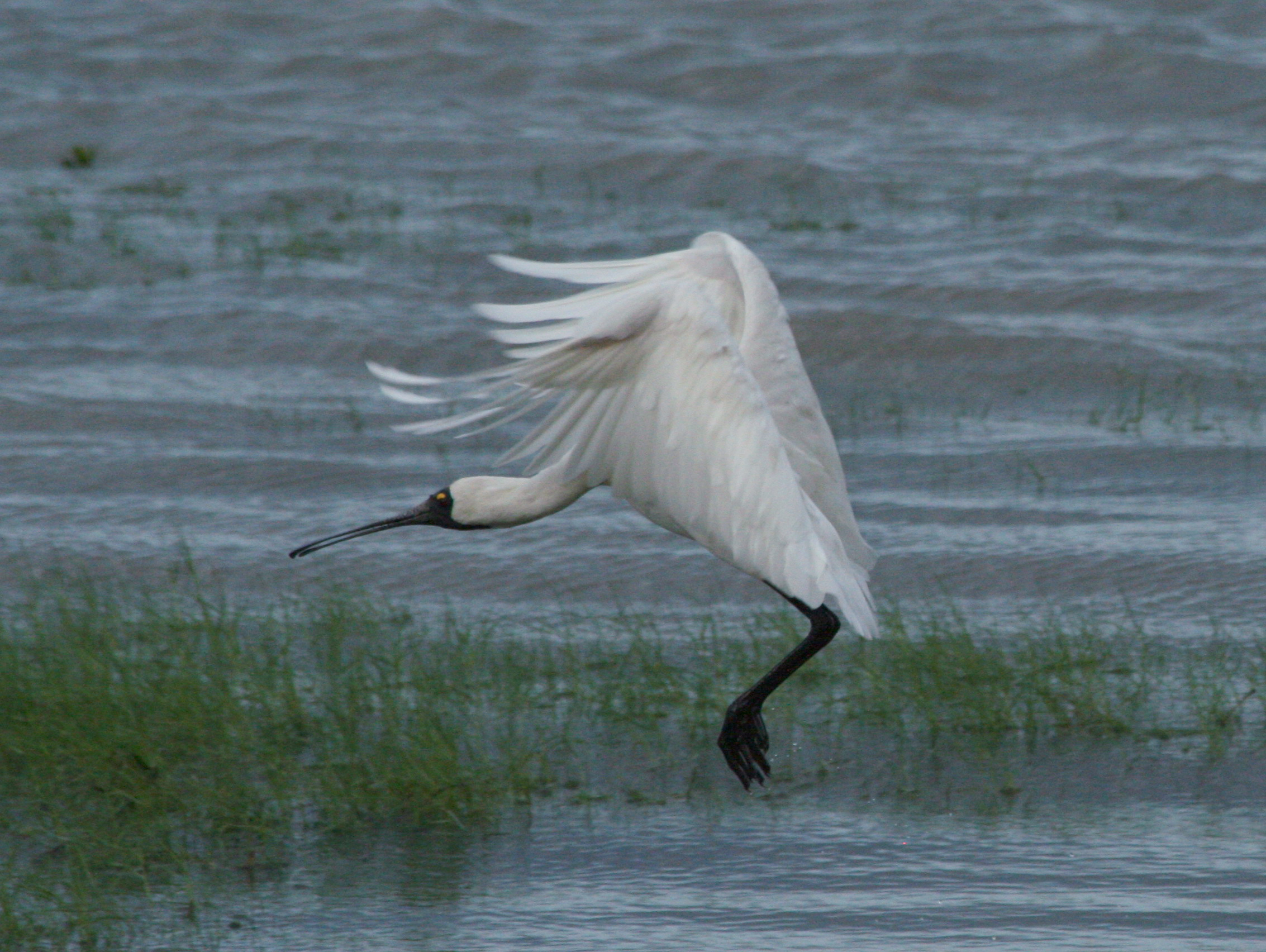
ケアンズ